# 粉筆河

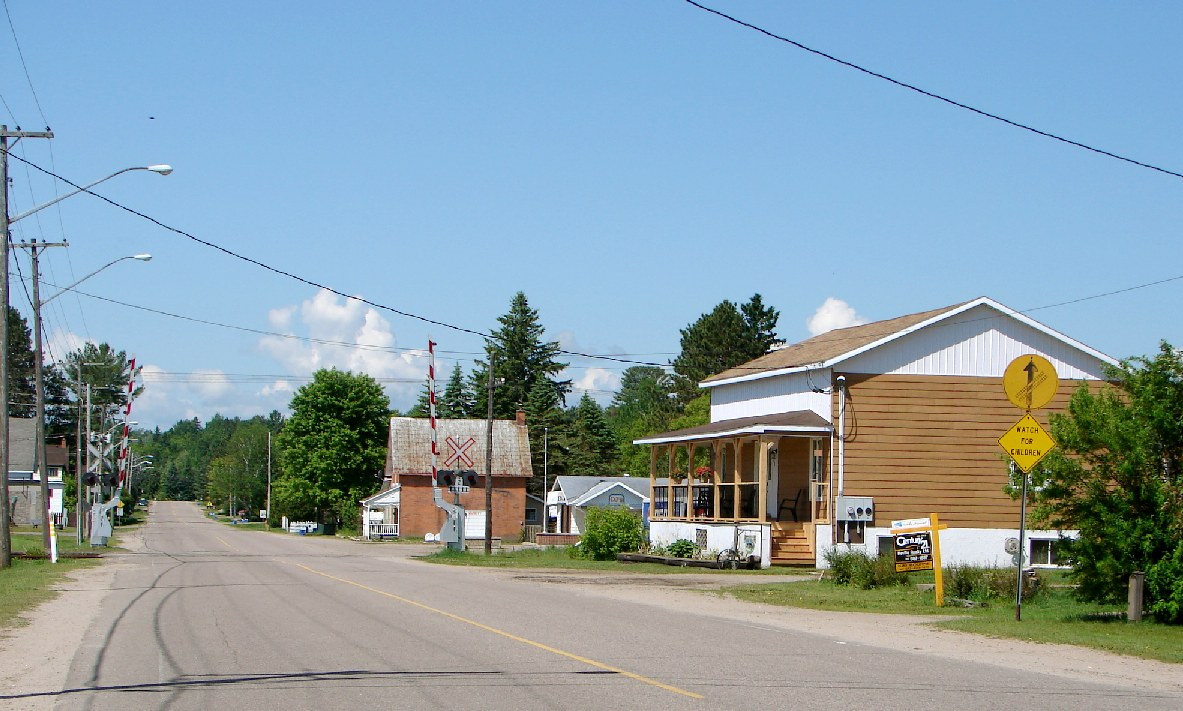
粉笔河

粉筆河（英語：Chalk River）是一個小村莊，隸屬於加拿大安大略省連夫魯縣羅倫斯山鎮。粉筆河位於上渥太華河谷，沿著17號公路（加拿大橫貫公路），距離渥太華河西側10公里（6.2英里），在佩塔瓦瓦西北方約21公里（13英里）處，地處渥太華西北方182公里（113英里）處。在2000年1月1日前，粉筆河一直是個獨立的市鎮，2000年1月1日，羅爾夫（Rolph）、布坎南（Buchanan）、威利（Wylie）、麥凱（McKay）聯合鎮區與粉筆河村合併。
根據2016年的人口統計數據顯示，粉筆河的人口為1029人。